# Mezőkövesdi SE
Mezőkövesdi Sport Egyesület – węgierski klub piłkarski, mający siedzibę w mieście Mezőkövesd w północnej części kraju.

## Historia
Chronologia nazw:
- 1975: Mezőkövesdi Munkás SE
- 1989: Mezőkövesdi SE
- 2007: Mezőkövesd-Zsóry Sportegyesület (SE)
- 2013: Mezőkövesd Zsóry Futball Club (FC)
- 2018: Mezőkövesdi Sport Egyesület (SE)

Klub został założony 31 stycznia 1975 roku jako Mezőkövesdi Munkás SE. Do 1996 roku występował w regionalnych ligach mistrzostw Węgier. W sezonie 1995/96 zajął 1 miejsce w lidze regionalnej Borsod-Abaúj-Zemplén i awansował do grupy Tisza trzeciej ligi. Po czterech latach gry na trzecim poziomie, w sezonie 1999/00 uplasował się na 15 pozycji i spadł do ligi Borsod-Abaúj-Zemplén. Po roku nieobecności w 2001 powrócił do grupy Tisza trzeciej ligi. W sezonie 2006/07 zajął 3 miejsce w grupie Mátra i zdobył awans do drugiej ligi. Pierwszy sezon w drugiej lidze był nieudany - ostatnie 16 miejsce w grupie wschodniej i klub został zdegradowany do trzeciej ligi. Zespół szybko powrócił do niej po zdobyciu mistrzostwa w grupie Mátra w sezonie 2008/09. W sezonie 2009/10 zajął 5 miejsce, w sezonie 2010/11 zdobył wicemistrzostwo, w sezonie 2011/12 ulokował się ponownie na 5 pozycji, a w sezonie 2012/13 zdobył mistrzostwo w grupie wschodniej drugiej ligi i po raz pierwszy zdobył awans do pierwszej ligi.

## Stadion
Klub rozgrywa swoje mecze domowe na Városi Stadion w Mezőkövesd, który może pomieścić 4 183 widzów.

## Skład na sezon 2017/2018
| Nr | Poz. | Piłkarz          |
| -- | ---- | ---------------- |
| 1  | BR   | Dávid Dombó      |
| 2  | OB   | Daniel Farkas    |
| 3  | OB   | Dominik Fótyik   |
| 4  | PO   | Frano Mlinar     |
| 5  | PO   | Bálint Oláh      |
| 6  | OB   | Gergő Gohér      |
| 7  | PO   | Bence Tóth       |
| 8  | NA   | Roland Baracskai |
| 9  | NA   | Csanád Novák     |
| 10 | PO   | Bence Iszlai     |
| 11 | PO   | István Bognár    |
| 13 | OB   | Pál Lázár        |

| Nr | Poz. | Piłkarz        |
| -- | ---- | -------------- |
| 17 | OB   | Róbert Pillár  |
| 19 | NA   | Márk Koszta    |
| 21 | NA   | Stefan Drazic  |
| 23 | PO   | Fabrice Onana  |
| 24 | NA   | Tamás Cseri    |
| 25 | OB   | Dániel Vadnai  |
| 27 | PO   | Patrik Misak   |
| 31 | BR   | Tamás Horváth  |
| 32 | OB   | Matija Katanec |
| 39 | OB   | Dávid Hudák    |
| 41 | OB   | Attila Szalai  |
| 88 | OB   | Tamás Szeles   |